# Say something
"Say something" es el 101er episodio de la serie de televisión norteamericana Gilmore Girls.

## Resumen del episodio
Lorelai se va de la ceremonia y va en busca de Luke, hasta que lo encuentra viendo una película. Mientras ella hace su mejor esfuerzo después de los eventos desastrosos de la boda, él responde que necesita un tiempo, sin embargo ella no está dispuesta a dárselo. Rory le dice a Logan para hacer algo juntos y él la invita a su departamento, pero descubre que él y sus amigos están juagando al póker. Sookie llama a Rory para contarle que su madre y Luke han terminado y ella está destrozada, Rory no sabe cómo ir, pues su coche está en mantenimiento, pero Logan le presta su limusina. De esta manera, ella llega a Stars Hollow y se queda para hacerle compañía a su madre y hacerle varias compras. Mientras tanto, Taylor tiene al pueblo dividido entre los que están con Lorelai y los que están con Luke, y reparte lazos de dos colores, rosa por Lorelai y azul por Luke, pero a Rory eso no le hace mucha gracia y va a su tienda y tira todos los lazos. De vuelta en Yale, Rory le explica a Logan que cuando dijo para hacer algo juntos, era sólo ellos dos y no nadie más. Y cuando Lorelai extraña a Luke, lo llama a su casa y deja un mensaje, pero va a borrarlo. Sin embargo, él fue a su casa a saber qué le sucedía, pero ella promete que jamás llamará a su exnovio si algo le sucede.

## Curiosidades
- Rori le dice a Logan que no tiene su coche porque esta en el servicio de los seis meses, lo que no es cierto ya que el coche se lo regalaron sus abuelos por su graduación en Chilton hace más de un año.
- En la traducción al español, el doble de voz de Luke también pone la voz a otros personajes masculinos. En este capítulo es muy evidente en la escena del cine, en la que la voz del protagonista masculino de la película y la de Luke suenan idénticas.
- En ese mismo capítulo, cuando Lorelai hace zapping en el televisor una de las voces que suena es la de 'su padre'.
- Cuando Paris está desayunando, el cereal en su plato aumenta y disminuye solo.
- Mientras Rori está consolando a su mamá en la cama, su bufanda se mueve sola en su cuello, en momentos está a ambos lados y en momentos a uno solo.
- Lorelai se lleva la toalla de Kirk pero ella llega al cine y ya no la tiene en la mano.

- Datos: Q6122244